# Khay

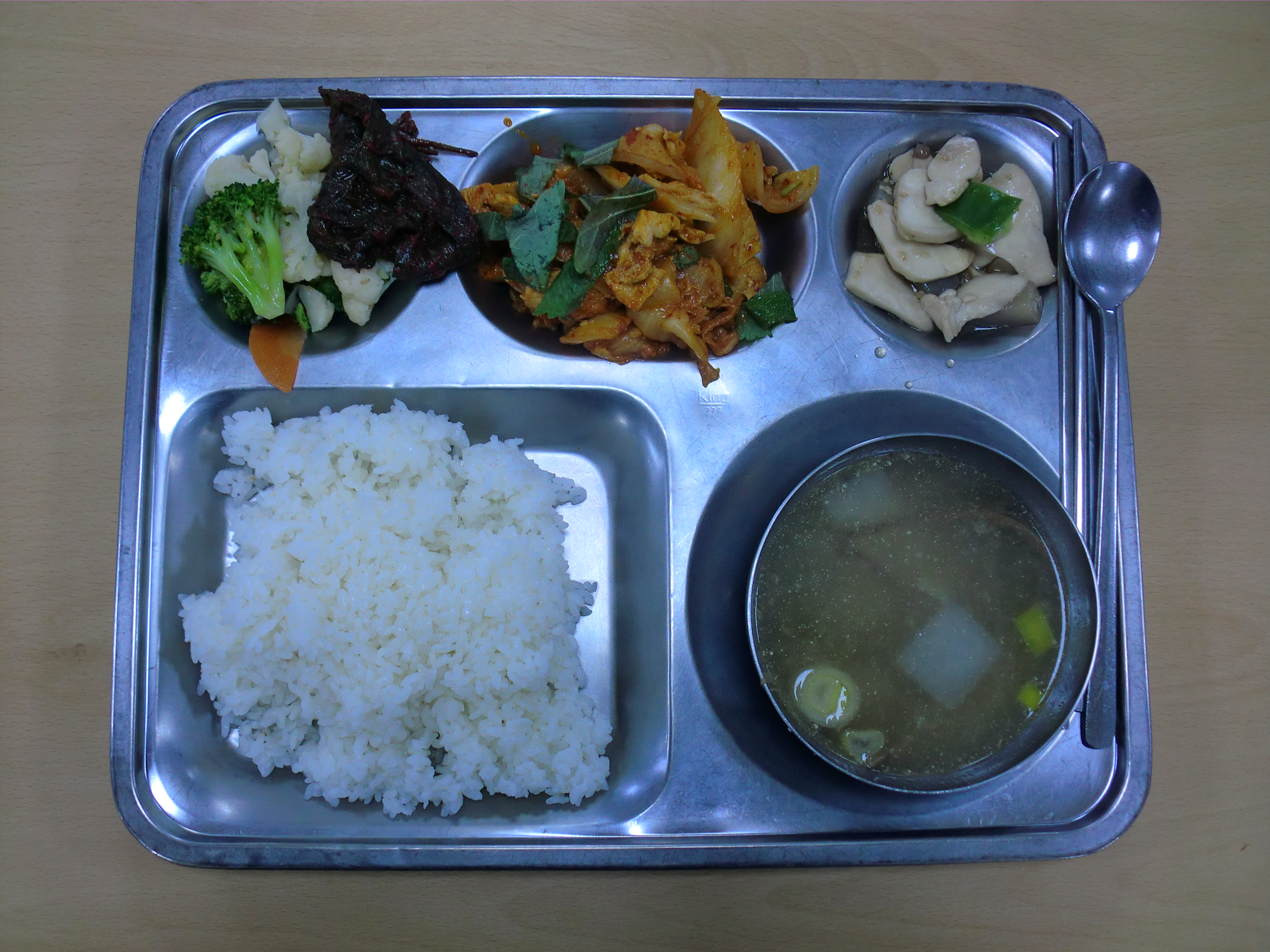
Một bữa ăn học đường đựng trong khay kim loại

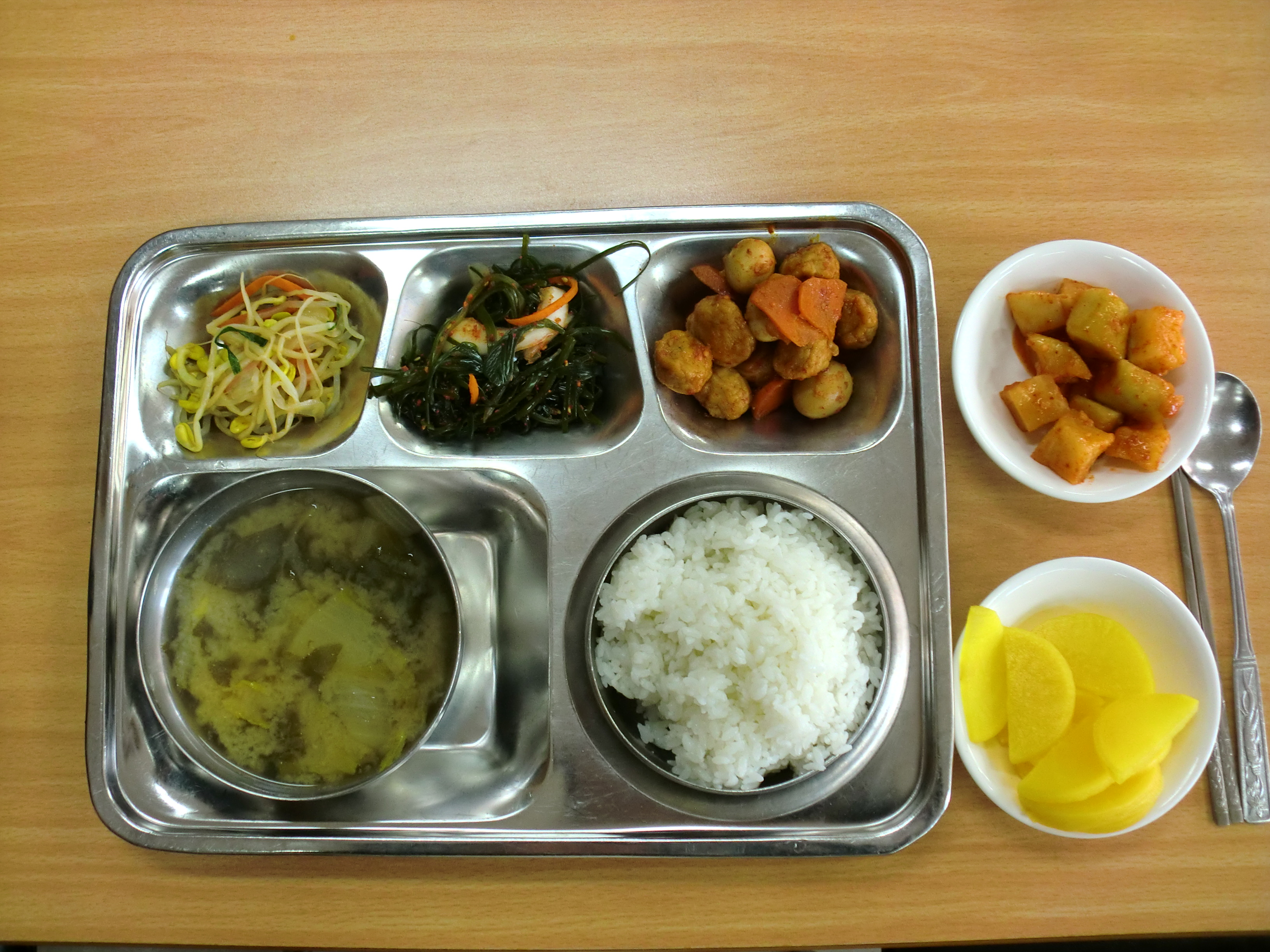
Một khay thức ăn trưa ở căn tin

Khay (Tray) hay khay đồ hay khay đựng là một bệ nông được thiết kế để đựng đồ. Khay đồ có thể được làm từ nhiều vật liệu, bao gồm bạc, đồng thau, tấm sắt, bìa cứng, gỗ, melamine và bột giấy ép. Khay đựng đồ ăn được dùng để đựng đồ trong những căn tin, quán cà phê. Khay đựng thức ăn thường được làm bằng nhựa, là khay đựng đồ ăn được thiết kế để sử dụng trực tiếp, không cần đĩa, khay có các ngăn nông để các món ăn, đồ ăn khác nhau. Giá cả của các loại khay dao động từ khay bột giấy đúc giá rẻ dùng một lần và khay melamine giá rẻ dùng trong căng tin, đến khay gỗ giá trung bình dùng trong nhà, đến khay bạc đắt tiền dùng trong khách sạn sang trọng. Khay phẳng (khay dẹt), nhưng có các cạnh nâng lên để ngăn đồ trượt ra khỏi khay. Chúng được làm theo nhiều hình dạng khác nhau nhưng thường có dạng hình bầu dục hoặc hình chữ nhật, đôi khi có tay cầm rời hoặc gắn liền để mang theo. Bàn khay trên máy bay là một chiếc khay được lắp vào mặt sau của ghế máy bay, có thể gập xuống để người ngồi ở ghế sau ghế có bàn có thể sử dụng làm bề mặt để ăn các bữa ăn, suất ăn hàng không được phục vụ trên máy bay. 
Một số loại khay thức ăn dạng hình tròn, dẹt được gọi là mâm. Một thiết bị phức tạp hơn là bàn khay, được thiết kế để chứa một cái khay, hoặc để dùng như một khay. Có hai loại bàn khay chính. Bàn khay TV thường là một chiếc bàn nhỏ, có thể có chân có thể gập lại để có thể mang theo như một chiếc khay. Khay phẫu thuật (khay mổ) được sử dụng để đựng dụng cụ phẫu thuật, có hình chữ nhật và được làm bằng thép không gỉ để chịu được nhiệt khi tiệt trùng mà không ăn mòn. Khay đựng hạt giống được sử dụng để nhân giống rau, hoa và các loại cây khác từ hạt giống. Loại khay này cũng được sử dụng để lấy cắt cành, sản xuất cây giống được làm bằng polystyrene nở hoặc polythene. Khay xốp được các siêu thị và cửa hàng trái cây sử dụng để đóng gói thịt và trái cây nhỏ, rau và nấm. Bằng sáng chế cho sản phẩm này đã có từ năm 1966. Khay đựng tiền xu được sử dụng để lưu trữ hoặc thu thập tiền xu. Chúng được sử dụng trong các ngân hàng, hàng, cửa hàng, sòng bạc và để sưu tập tiền xu. Khay hàng phía sau của một thiết bị trên xe, được sử dụng để chứa hàng hóa. 

## Hình ảnh

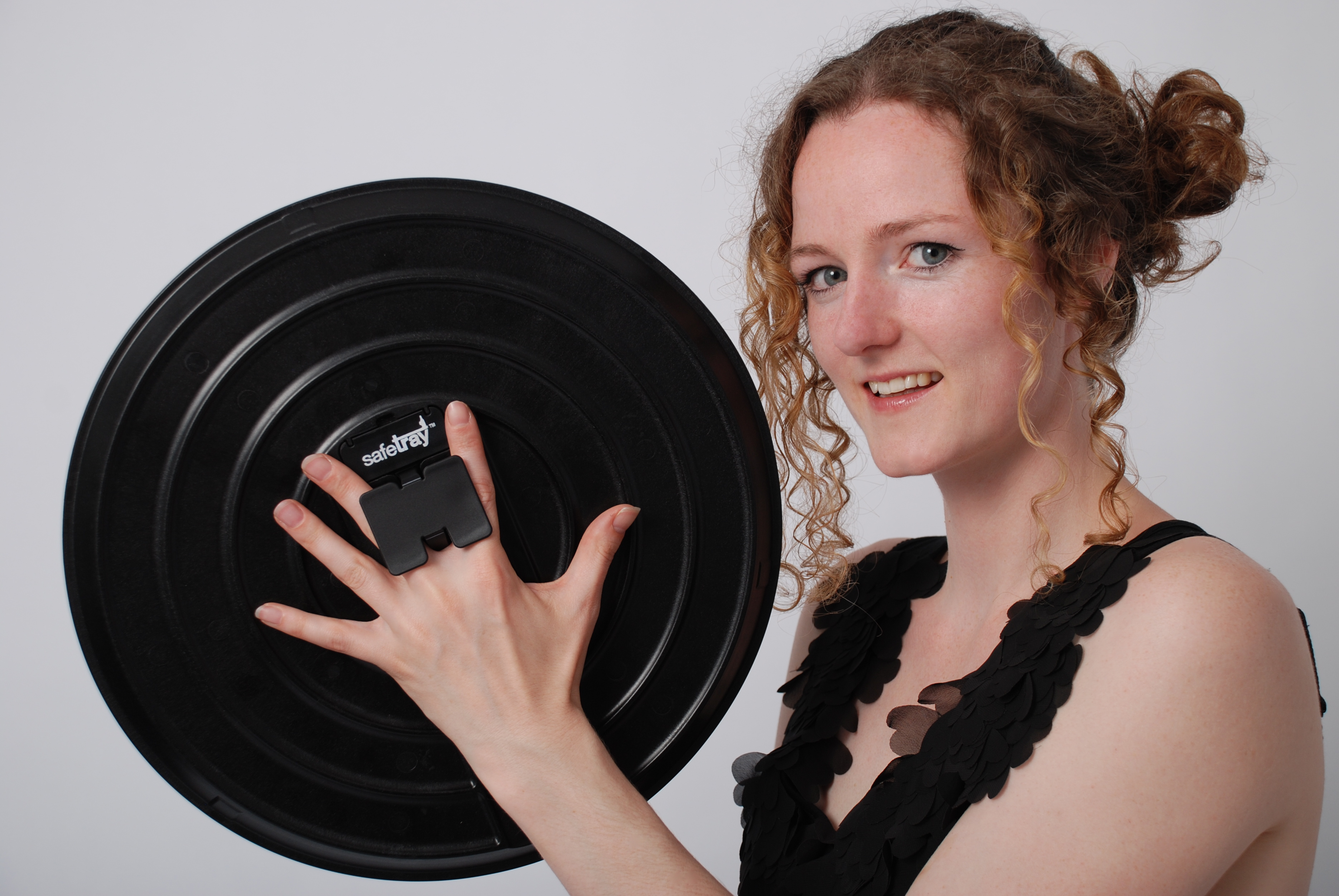
Khay tròn
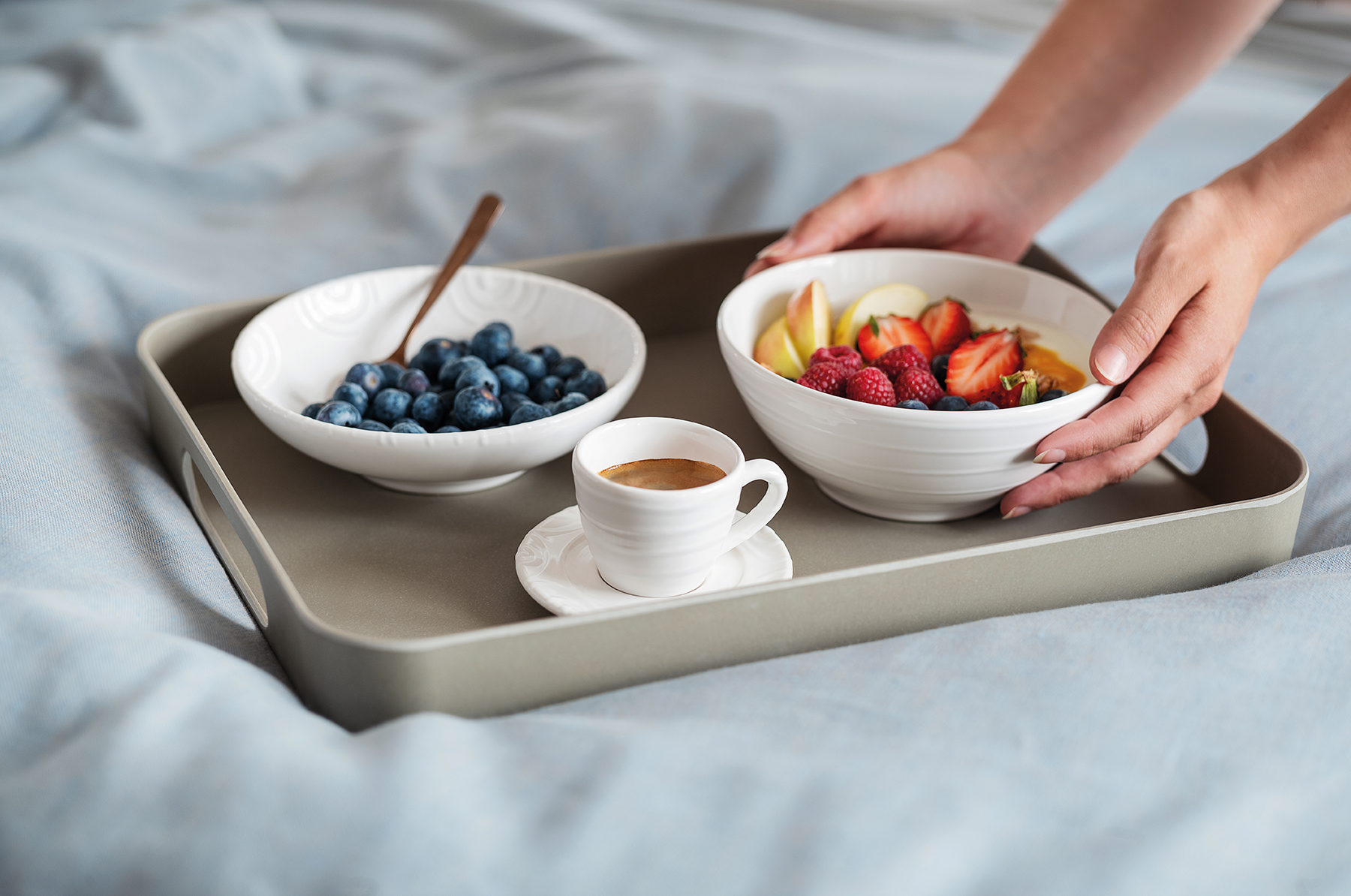
Khay hoa quả
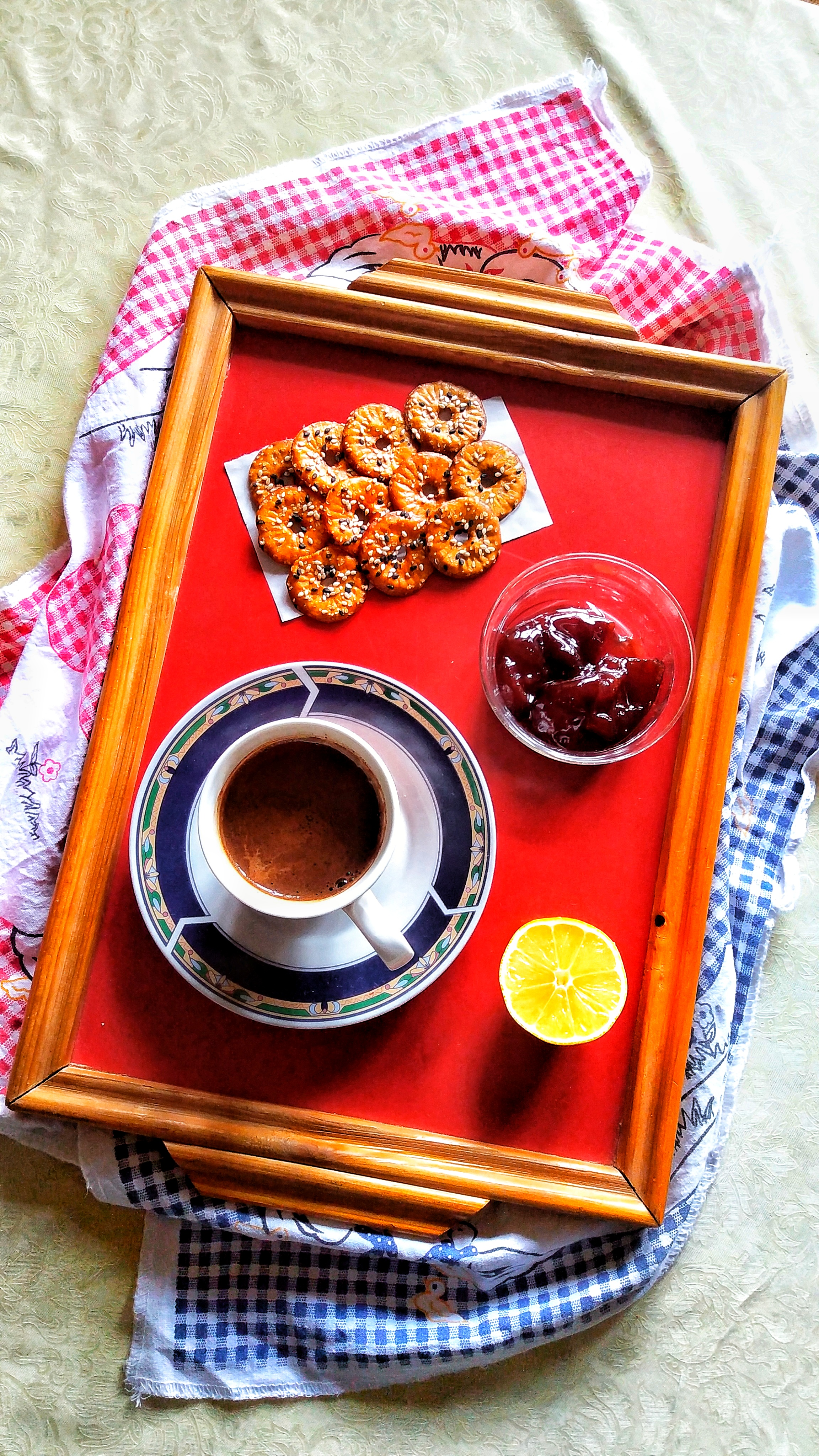
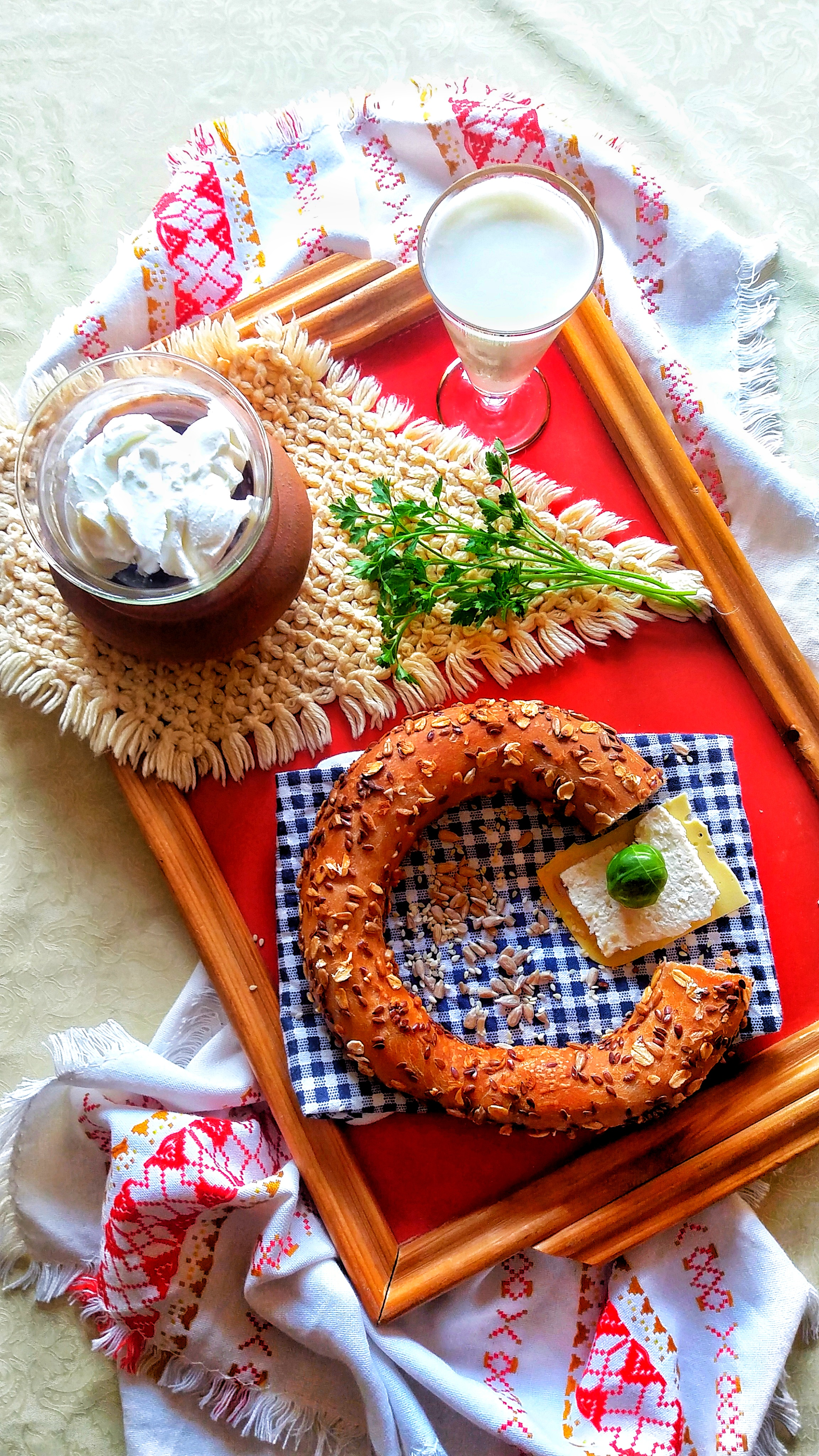
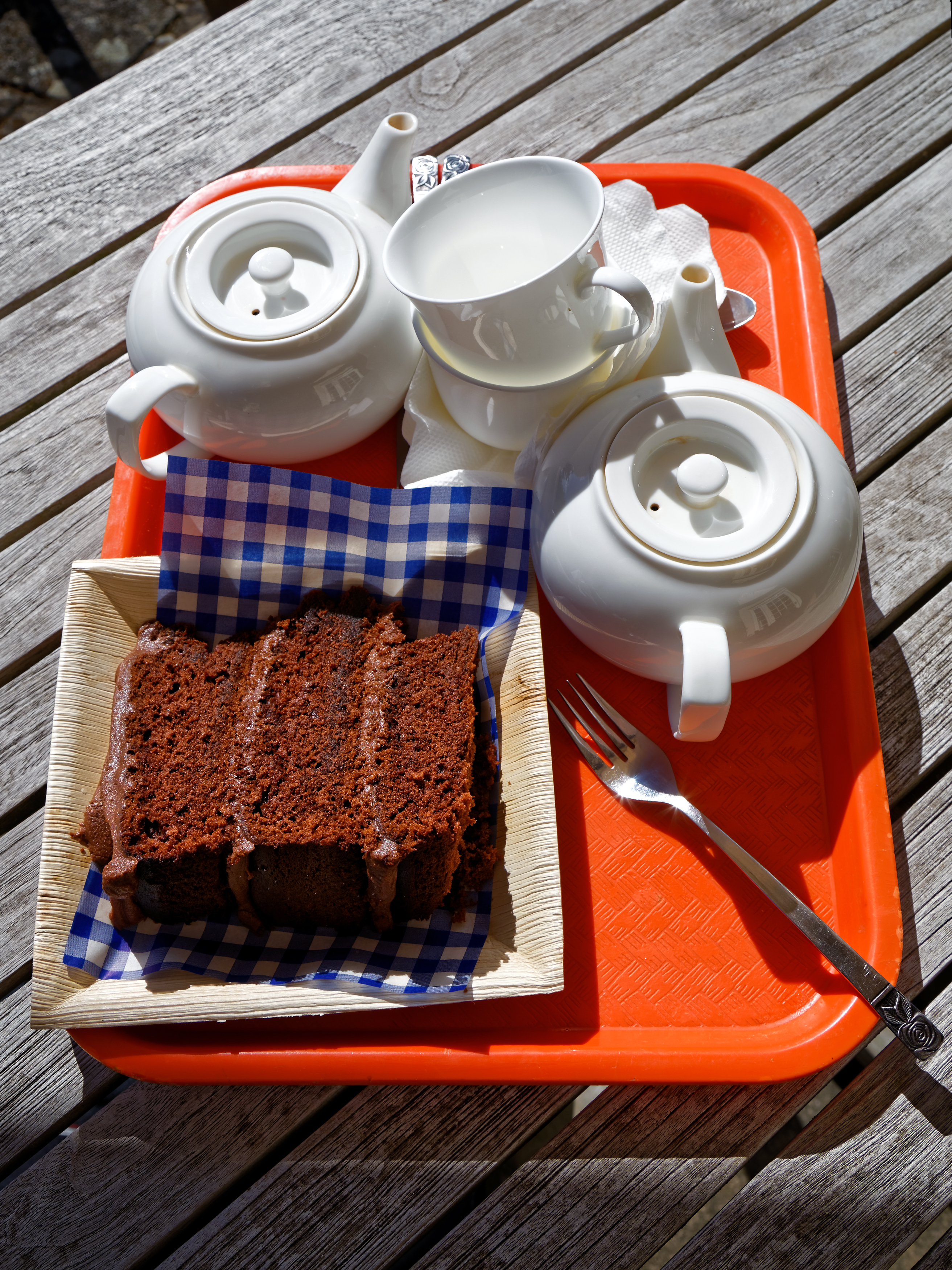
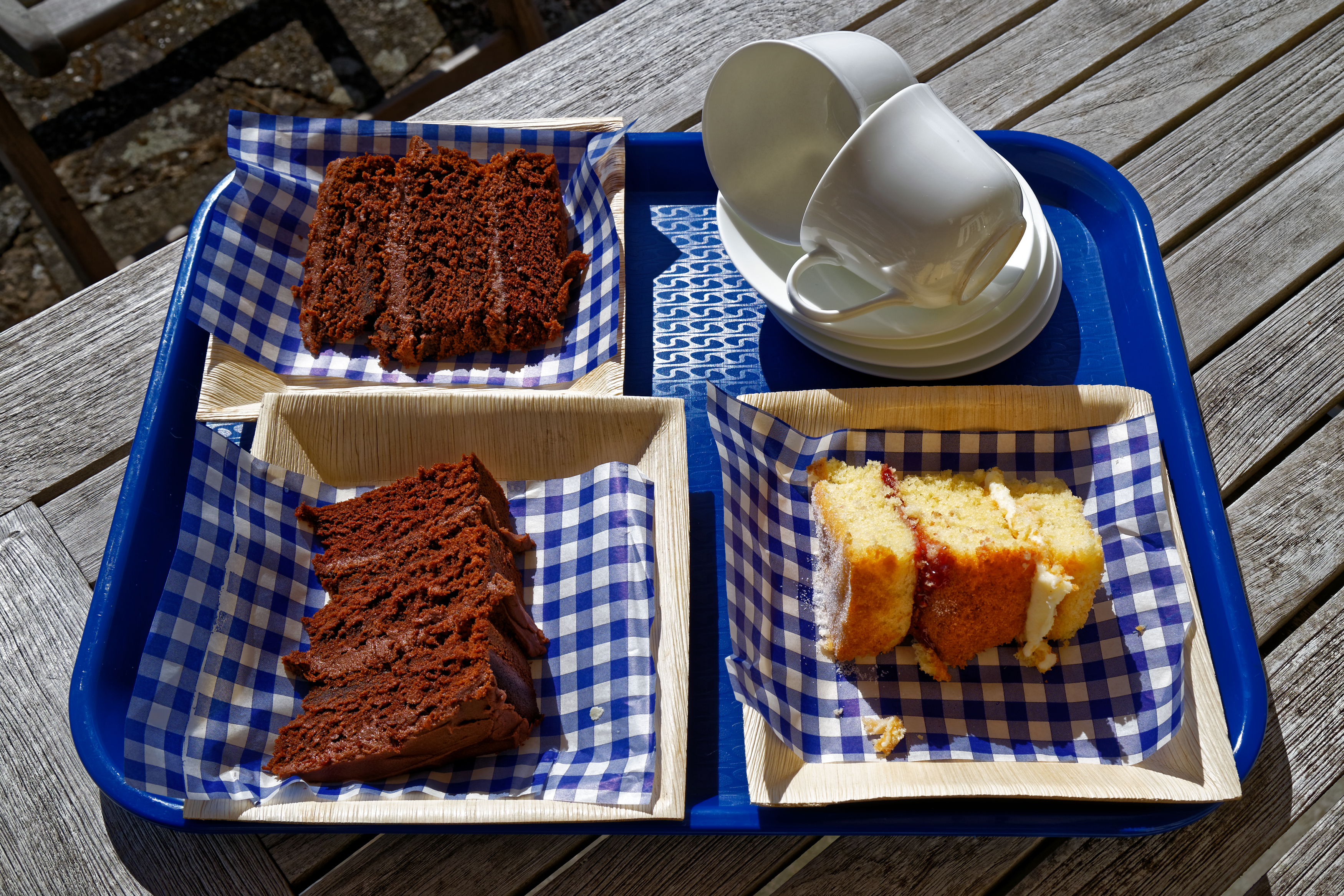
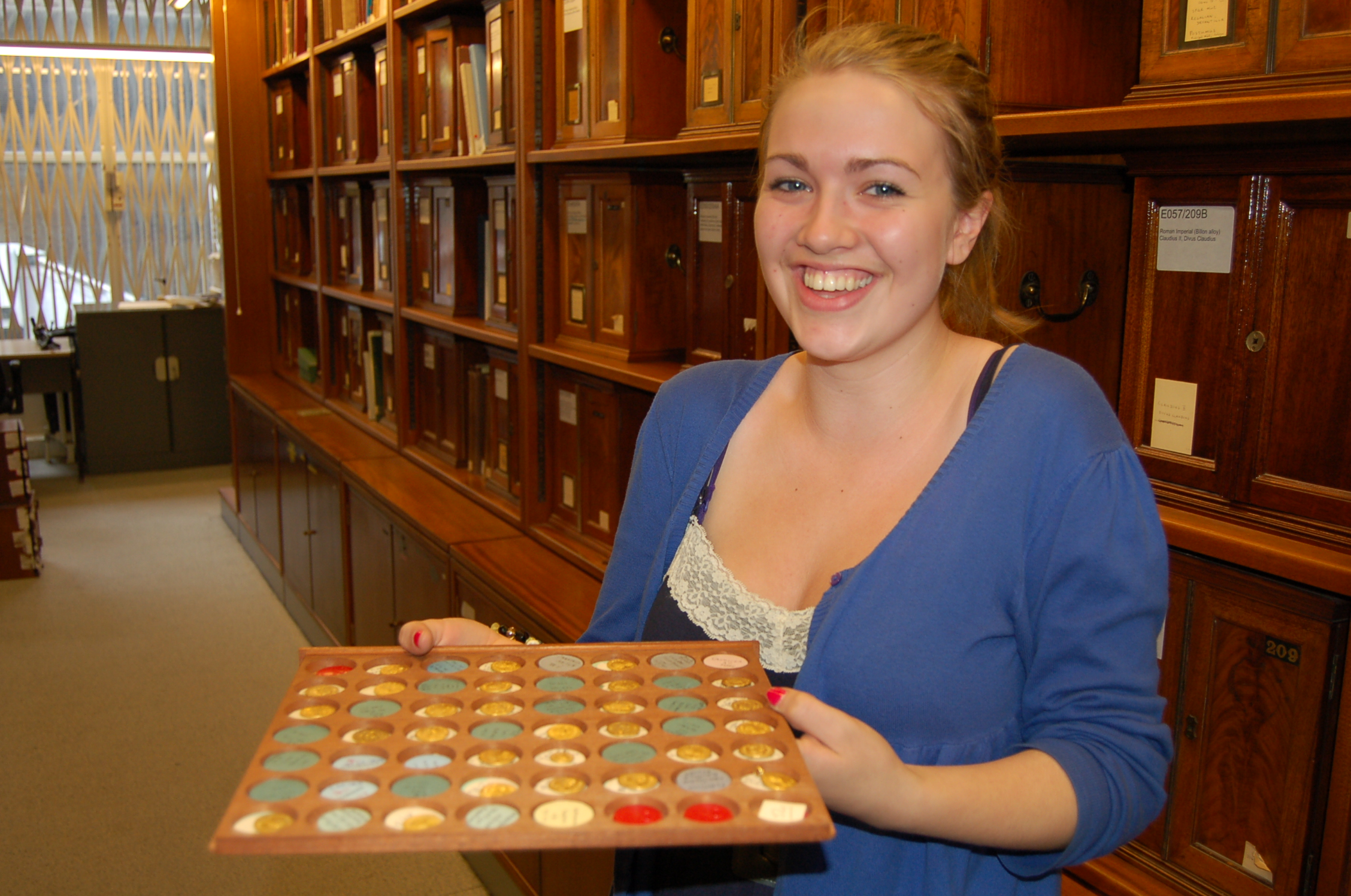
Khay đựng tiền xu
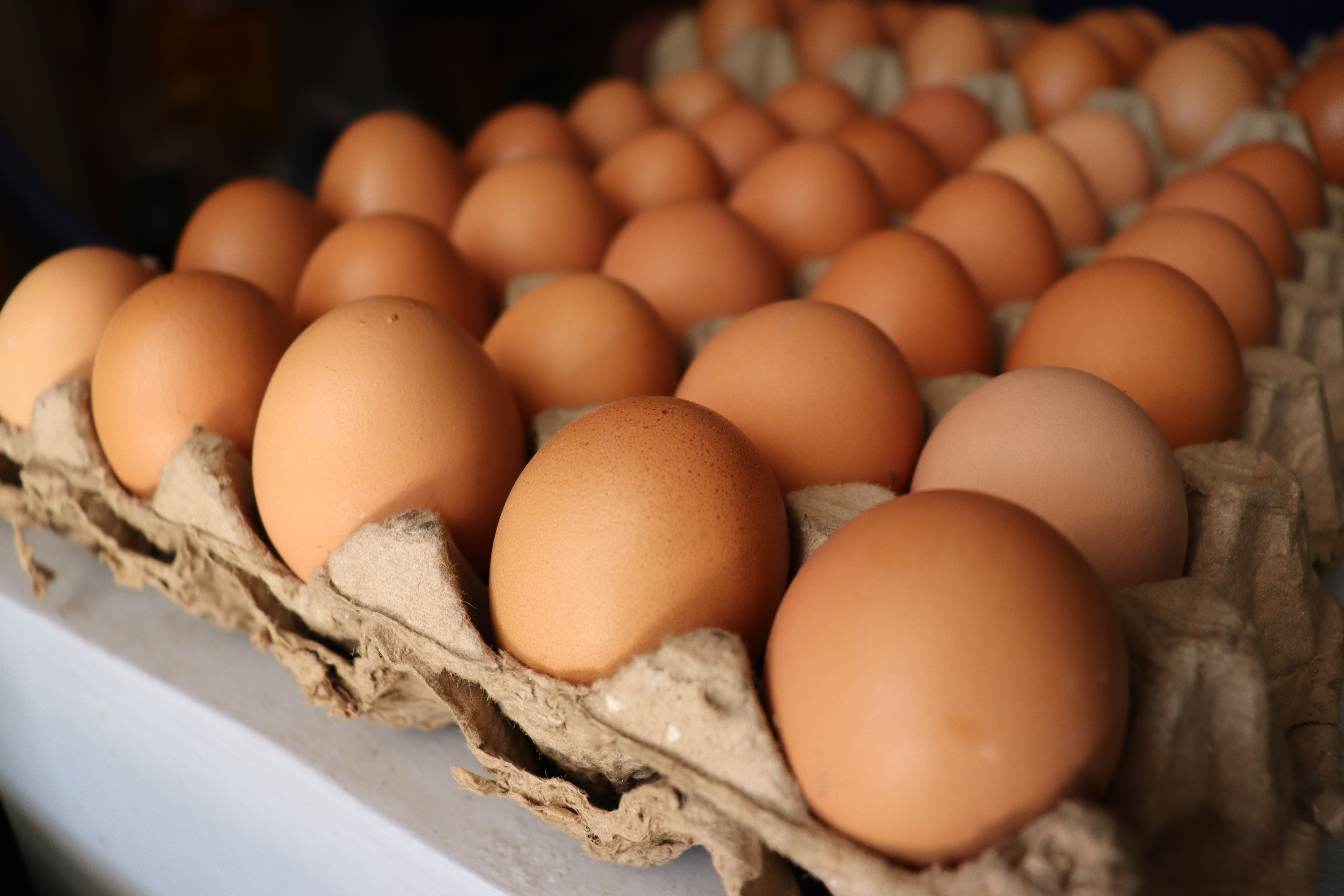
Khay trứng
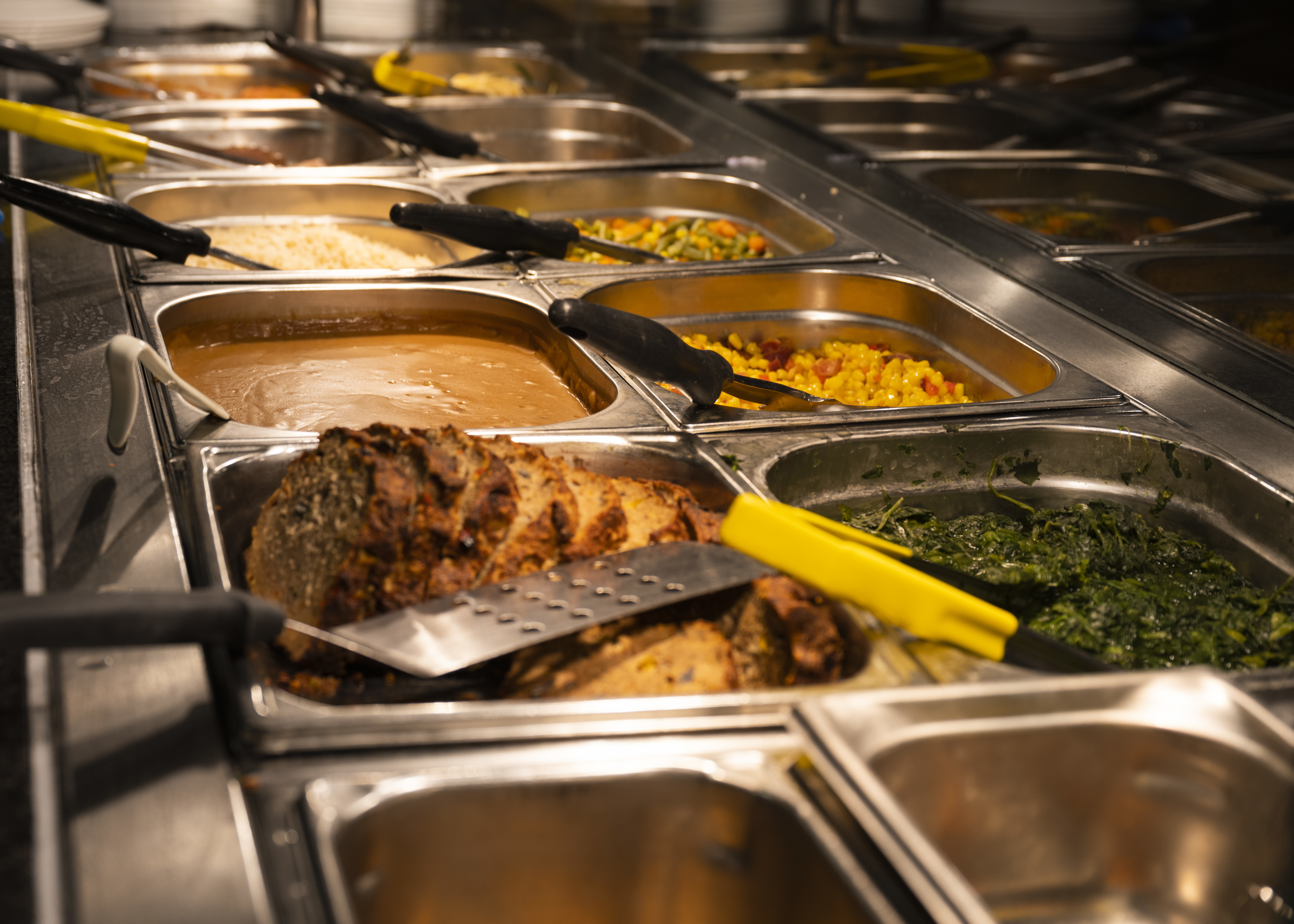
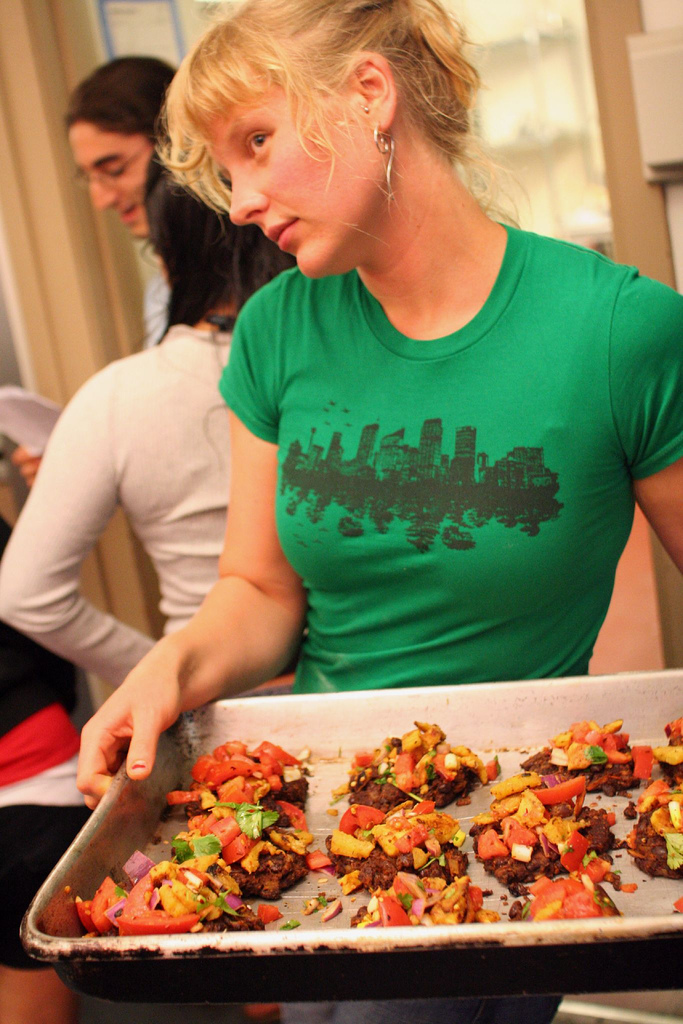